# ピタゴラス勝率
ピタゴラス勝率（ピタゴラスしょうりつ、Pythagorean expectation）は、得点と失点からチームの勝率を予測するセイバーメトリクスの計算式である。チームの実際の勝率とピタゴラス勝率を比較する事で、どのくらい幸運であったかの検証も出来る。この名称はピタゴラスの定理と数式が類似しているところから来ている。PECOTAシステムやWARでもこの式を元に勝率を予測している。

## 概要
ビル・ジェームズによって考え出された。ピタゴラスの定理に似た簡単な数式を利用してチームの勝敗記録を予測することは比較的容易である事が判明した。
算出方法は（総得点の2乗）÷（総得点の2乗＋総失点の2乗）である。
{\displaystyle \mathrm {WIN} \%={\frac {(\mathrm {Runs~Scored} )^{2}}{(\mathrm {Runs~Scored} )^{2}+(\mathrm {Runs~Allowed} )^{2}}}}
- Runs Scored = 得点
- Runs Allowed = 失点

式は実証結果に一致するように指数を変更したり、頻繁に改良されている。
ピタゴラス勝率を改良したPythagenpatでは得失点に対する指数を{(総得点 + 総失点)/試合数}^0.285としており、リーグごとの得点環境の変化に対応している。
また、このピタゴラス勝率はアメリカンフットボールやバスケットボールでも採用されている。